# Pissodes
Pissodes är ett släkte av skalbaggar som beskrevs av Ernst Friedrich Germar 1817. Pissodes ingår i familjen vivlar.

## Bildgalleri

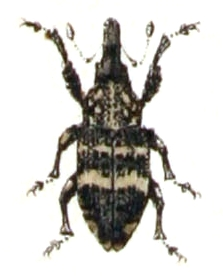

## Dottertaxa tillPissodes, i alfabetisk ordning[1][2]
- Pissodes abietis
- Pissodes affinis
- Pissodes alascensis
- Pissodes albosignatus
- Pissodes annulatus
- Pissodes apiatus
- Pissodes approximatus
- Pissodes araliae
- Pissodes argus
- Pissodes armatus
- Pissodes barberi
- Pissodes bellicosus
- Pissodes bimaculatus
- Pissodes brasiliensis
- Pissodes brunneus
- Pissodes bufo
- Pissodes burkei
- Pissodes californicus
- Pissodes canadensis
- Pissodes castaneus
- Pissodes caucasicus
- Pissodes cembrae
- Pissodes choicus
- Pissodes circularis
- Pissodes collaris
- Pissodes coloradensis
- Pissodes conspersus
- Pissodes coronatus
- Pissodes costatus
- Pissodes creutzeri
- Pissodes cribrosus
- Pissodes curriei
- Pissodes cylindricus
- Pissodes dealbatus
- Pissodes deodarae
- Pissodes dubius
- Pissodes echinatus
- Pissodes engelmanni
- Pissodes erythrocephalus
- Pissodes erythrorhynchus
- Pissodes fabricii
- Pissodes fasciatus
- Pissodes femoratus
- Pissodes ferrugineus
- Pissodes fiskei
- Pissodes flammiger
- Pissodes fraseri
- Pissodes galloisi
- Pissodes gyllenhali
- Pissodes gyllenhalii
- Pissodes harcyniae
- Pissodes hercyniae
- Pissodes hispidus
- Pissodes insignatus
- Pissodes interstitiosus
- Pissodes irroratus
- Pissodes japonicus
- Pissodes juniperi
- Pissodes laevigatus
- Pissodes laricinus
- Pissodes macellus
- Pissodes marginalis
- Pissodes marmoreus
- Pissodes multiguttatus
- Pissodes multisignatus
- Pissodes murrayanae
- Pissodes myops
- Pissodes nebulosus
- Pissodes nemorensis
- Pissodes nigrae
- Pissodes nitidus
- Pissodes notatus
- Pissodes obscurus
- Pissodes obsoletus
- Pissodes ocellatus
- Pissodes ochraceus
- Pissodes oculatus
- Pissodes onychinus
- Pissodes ornatus
- Pissodes palmes
- Pissodes piceae
- Pissodes picturatus
- Pissodes pini
- Pissodes piniphilus
- Pissodes piperi
- Pissodes polymitus
- Pissodes prodigialis
- Pissodes ptinicollis
- Pissodes pulverosus
- Pissodes pulverulentus
- Pissodes puncticollis
- Pissodes punctum
- Pissodes pupillatus
- Pissodes pygmaeus
- Pissodes quadrinotatus
- Pissodes radiatae
- Pissodes robustus
- Pissodes rotundatus
- Pissodes rotundicollis
- Pissodes rufitarsis
- Pissodes scabricollis
- Pissodes schwarzi
- Pissodes scutellaris
- Pissodes sericeus
- Pissodes setosus
- Pissodes similis
- Pissodes sitchensis
- Pissodes spinosus
- Pissodes squamosus
- Pissodes strobi
- Pissodes strobili
- Pissodes strobyli
- Pissodes terminalis
- Pissodes terribilis
- Pissodes tesselatus
- Pissodes trachypterus
- Pissodes tribulus
- Pissodes tuberculatus
- Pissodes umbrosus
- Pissodes undabundus
- Pissodes undatus
- Pissodes utahensis
- Pissodes validirostris
- Pissodes variabilis
- Pissodes webbi
- Pissodes verrucosus
- Pissodes yosemite